# 원정역
원정역(Wonjeong station, 元亭驛)은 대전광역시 서구 원정동에 위치했던 호남선의 철도역이다. 1970년대만 해도 보통역이었지만 2006년 6월 23일에 폐역되었다.

## 역사
- 1955년 12월 1일 : 배치간이역으로 영업 개시
- 1970년 2월 20일 : 역사 신축 착공
- 1970년 8월 30일 : 역사 신축 준공
- 1970년 9월 1일 : 보통역으로 승격[1]
- 1976년 7월 10일 : 화물 취급 중지[2]
- 1984년 3월 1일 : 무배치간이역으로 격하[3]
- 1990년 1월 1일 : 소화물 취급 중지[4]
- 2004년 7월 16일 : 여객 취급 중지[5]
- 2006년 6월 23일 : 폐역[6]